# Зеликман, Исаак Фёдорович
Исаак Фёдорович (Фриделевич) Зеликман (1896—1968) — инженер-технолог, специалист в области технологии сахаристых веществ.

## Биография
Родился 4 сентября (по старому стилю) 1896 года в Павлограде, в семье [Самар (город)|новомосковского]] мещанина Фриделя Гершоновича Зеликмана и Эстер Хаимовны Зеликман. Окончил Киевскую 3-х классную торговую школу, затем Енакиевскую коммерческую школу, и затем с 1920 состоял слушателем Харьковского высшего политехникума. В 1924 окончил химический факультет Харьковского технологического института по специальности «Технология пищевых веществ», работал инженером Харьковского отделения «Сахаротреста», после чего в 1926 стал ассистент в Киевском политехническом институте, с 1928 в Украинском научном институте сахара, где в 1930 становится заведующим лабораторией. Одновременно с 1932 преподавал в Украинской академии снабжения в Киеве, заведующий кафедрой специальных дисциплин сахарного факультета. В 1938 защищает докторскую диссертацию. В 1940—1949 работает в Киевском технологическом институте пищевой промышленности. В 1949—1960 заведующий кафедрой Среднеазиатского политехнического института в Ташкенте. В 1960—1968 заведующий кафедрой сахаристых веществ Краснодарского политехнического института.
Основные научные работы связаны с химией и химической технологией сахарного производства, с разработкой методов технической реконструкции сахарорафинадной промышленности, которые легли в основу коренной реконструкции сахарных заводов страны. Технологические схемы переработки сахара-песка, предложенные им, освоены на всех рафинадных заводах Советского Союза. Являлся ответственным редактором журнала «Известия высших учебных заведений. Пищевая технология» с 1961.

## Публикации
- Зеликман И. Ф. Технология сахарорафинадного производства. Киев — Львов, 1947.
- Зеликман И. Ф., Демчинский Ф. А. Производство прессованного сахара-рафинада, 2-е издание. М., 1962.
- Бренман С. А., Соколова А. Л., Зеликман И. Ф. Уменьшение количества продуктивных утфелей в сахарорафинадном производстве. М.: Агропромиздат, 1969.